# Timòcrates d'Atenes
Timòcrates (en llatí Timocrates, en grec antic τιμοκράτης) fou un polític atenenc que va viure al segle v aC.
Va ser un dels comissionats encarregats de concloure la treva que havia de durar 50 anys entre Atenes i Esparta l'any 421 aC, coneguda com la Pau de Nícies, i un tractat a part entre aquestos dos estats el mateix any, segons diu Tucídides. Podria ser el pare del comandant atenenc Aristòtil.